# Pèlias

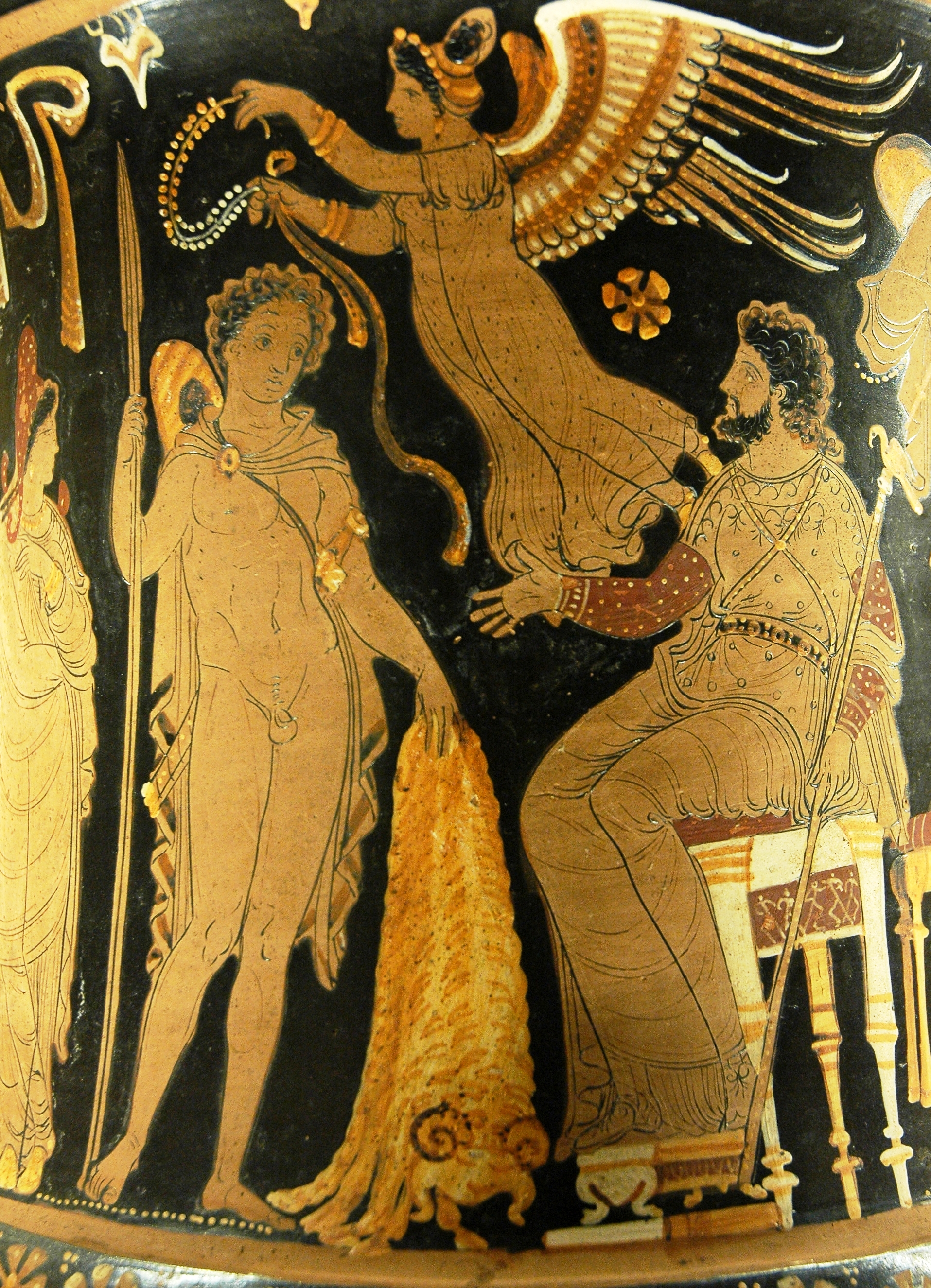
Jàson donant a Pèlias el Velló d'Or (ca. 340 aC-330 aC, Museu del Louvre, París, França).

Segons la mitologia grega, Pèlias (en grec antic Πελίας), va ser un heroi, fill, junt amb el seu germà bessó Neleu, de Posidó i de Tiro (o del déu-riu Enipeu, del qual Posidó va prendre la forma). El seu pare "humà" és Creteu.
Té com a germanastres Èson, pare de Jàson, Feres i Amitàon. Tiro va mantenir en secret el naixement dels dos fills que havia tingut amb el déu i va abandonar els nadons. Uns mercaders conduïen un ramat de cavalls i en passar on eren els nens, una euga va donar un cop a un dels dos petits i l va deixar al rostre una marca lívida (en grec pelion). Els comerciants de cavalls van donar a aquest nen el nom de Pèlias, i a l'altre el de Neleu. Altres versions diuen que els dos nens havien estat alimentats per una euga, que és l'animal sagrat de Posidó. Els dos bessons van ser recollits per un pastor i més tard van ser reconeguts per Tiro gràcies al bressol de fusta on havien estat posats per ella.
Pèlias i Neleu es van disputar el regne de Iolcos i Neleu va ser expulsat pel seu germà. Aleshores Neleu es va retirar a Pilos, a Messènia, i Pèlias es va quedar a Tessàlia, on es va casar amb Anaxíbia, la filla de Biant (o amb Filòmaca, una de les filles d'Amfíon). Amb ella va tenir un fill, Acastos, i quatre filles: Pisídice, Pelòpia, Hipòtoe i Alcestis.
Pèlias va oferir un dia un sacrifici a Posidó a la vora del mar, i va fer una crida que va convocar un gran nombre de persones, entre les quals hi havia el seu nebot Jàson, que havia viscut al camp. Quan Jàson va saber la crida del rei, va córrer per assistir a la celebració, però mentre travessava un riu va perdre una sandàlia i va arribar a la cerimònia amb un peu descalç. Però temps enrere, Pèlias, en una consulta a l'oracle de Delfos, havia estat advertit que es malfiés d'un home només calçat d'un peu. Quan Pèlias va veure Jàson d'aquella manera, recordant l'oracle i cridant el seu nebot, li preguntà què li faria, si fos rei, a un home que sabés que estava destinat a destronar-lo. Jàson li va respondre que l'enviaria a buscar el velló d'or. Es diu que aquesta resposta li va inspirar Hera, que volia portar la fetillera Medea a Iolcos i fer possible la mort de Pèlias. Pèlias li va prendre la paraula a Jàson i l'envià a conquerir el velló d'or a la Còlquida amb l'esperança que no tornaria. Llavors va voler matar el seu germanastre Èson, per por que li volgués prendre el tron. Aquest li va demanar el poder triar la manera de morir, i es va enverinar amb sang de toro. Alcímede, la mare de Jàson, va maleir Pèlias i es va penjar, deixant un fill de poca edat, Pròmac, a qui Pèlias també va matar. Al cap d'un temps va tornar Jàson, que, tot i desitjar venjar els seus pares, va dissimular i es dirigí a Corint, on va tramar, amb Medea, la forma de castigar Pèlias.
Medea va arribar a Iolcos i va convèncer les filles de Pèlias que podien rejovenir el seu pare, que començava a fer-se vell. Per provar-los les seves arts, va esquarterar un moltó vell, el va fer bullir amb unes herbes màgiques i al cap d'un temps en va sortir un anyell. Convençudes, les filles de Pèlias van dessagnar el seu pare i el van bullir, segons les instruccions de Medea, però Pèlias no va ressuscitar. Horroritzades per aquell crim, les filles de Pèlias es van desterrar voluntàriament i van anar a l'Arcàdia. En temps de Pausànias s'ensenyaven les seves tombes prop del temple de Posidó, a Mantinea. Una altra versió deia que es van casar i que no se les va considerar culpables, perquè només havien seguit les instruccions de Medea. Només Alcestis, una de les filles de Pèlias, no va voler participar en l'operació màgica practicada al seu pare.
Acastos, el fill de Pèlias, va recollir les restes del seu pare i va organitzar uns funerals solemnes, durant els quals es van celebrar uns jocs fúnebres que van ser molt cèlebres. Higí ha conservat la llista dels vencedors, entre els quals hi figuren Càlais i Zetes, els Borèades; Càstor i Pol·lux, els Dioscurs; Telamó i Peleu, els fills d'Èac; Hèracles; Melèagre, que va vèncer en el llançament de javelina; Cicne, fill d'Ares; Bel·lerofont, que va aconseguir el premi en la cursa de cavalls; Iolau, el fill d'Íficles, que guanyà a les quadrigues, vencent Glauc, fill de Sísif; Èurit, fill d'Hermes, que va guanyar en el tit a l'arc; Cèfal, fill de Deioneu, que guanyà el concurs de fona; Olimp, el deixeble de Màrsies, el premi de flauta; Orfeu, el de la lira; Linos, fill d'Apol·lo, el de cant; Eumolp, fill de Posidó, el de cant amb acompanyament (l'acompanyant era Olimp). De vegades s'hi afegia Atalanta, que va guanyar el premi de lluita contra Peleu.
A conseqüència de la mort del seu pare, Acastos va expulsar Jàson i Medea de Iolcos.